# 释迦白钟螺
释迦白钟螺（学名：Calliotropis annonaformis），是原始腹足目钟螺科Calliotropis的一种。主要分布于台湾，常栖息在深海。